# 794 a.C.

## Eventos

Expansão do reino da Macedónia, 431-336 a.C.

- Carano, um heráclida, funda o Reino da Macedônia.[1][Nota 1]
- Magistrados epônimos da Assíria:

795/794: Marduque-saduni, governador de Raqmat
794/793: Kinu-abua, governador de Tušhan